# Pitane (nymphe)
Pour les articles homonymes, voir Pitane (homonymie).
Dans la mythologie grecque, Pitane (en grec ancien : Πιτανη) était la naïade-nymphe de la source, du puits ou de la fontaine de la ville de Pitane, en Laconie, ville qui porte son nom. 

## Famille
Pitane était la fille du dieu du fleuve Eurotas, ce qui fait d'elle la sœur de Sparta et belle-sœur de Lacédémon, premier roi et fondateur de la ville de Sparte qu'il nomma en l'honneur de son épouse.
Elle devint par Poséidon la mère d'Évadné. Cela fait d'elle la grand-mère du prêtre et devin Iamos, et donc l'ancêtre du clan des Iamides, descendants d'Iamos et importante famille de devins qui exerce à Olympie.

## Sources
- Pindare, Odes traduit en anglais par Diane Arnson Svarlien. 1990. Version online de la Perseus Digital Library.
- Pindare, Les Odes de Pindare incluant les principaux fragments avec une introduction et une traduction en anglais par Sir John Sandys, Litt.D., FBA. Cambridge, MA., Harvard University Press; London, William Heinemann Ltd. 1937. Texte en grec accessible sur la Perseus Digital Library.